# Wishbone Ash Live in London
Wishbone Ash Live in London is een livealbum van Wishbone Ash. Het is een registratie van het concert dat de band gaf ter gelegenheid van haar 40-jarig bestaan. Dat aantal jaren heeft dan alleen betrekking op de naam, want de band heeft in die jaren talloze samenstellingen gehad en in de 21e eeuw zijn er twee versies van de band. Hier wordt halverwege het album nog even aan herinnerd, dat dit de echte Wishbone Ash is. Daarmee zetten ze Martin Turner's Wishbone Ash nodeloos in een hoek. In het dankwoord dan wel weer dank aan diezelfde Martin Turner. Tijdens het concert speelde een aantal oud-leden hun nummertje mee.
Van deze cd is ook een dvd-versie.

## Musici
- Andy Powell – gitaar, zang
- Bob Skeat – basgitaar, zang
- Muddy Manninen – gitaar, zang
- Joe Crabtree – slagwerk

Met:
- Ben Granfelt – gitaar op Cd2 track  4 en 5
- Mervyn Spence – gitaar op Cd2 track 3
- Mark Birch – gitaar en zang op Cd1 track 8

## Muziek
| Nr. | Titel                    | Duur  |
| --- | ------------------------ | ----- |
| 1.  | Blind eye                | 3:41  |
| 2.  | Runaway                  | 3:21  |
| 3.  | Right or wrong           | 4:43  |
| 4.  | Growing up               | 5:15  |
| 5.  | Sometime world           | 8:31  |
| 6.  | Rainstorm                | 6:11  |
| 7.  | The way of the world     | 13:16 |
| 8.  | Everybody needs a friend | 6:37  |

| Nr. | Titel                | Duur  |
| --- | -------------------- | ----- |
| 1.  | The king will come   | 8:17  |
| 2.  | Throw down the sword | 7:26  |
| 3.  | Cell of fame         | 7:51  |
| 4.  | Almighty blues       | 6:57  |
| 5.  | Faith, hope and love | 7:16  |
| 6.  | Engine overheat      | 5:38  |
| 7.  | Phoenix              | 15:56 |
| 8.  | Jailbait             | 5:29  |
| 9.  | Blowin free          | 5:36  |

Jailbait en Blowin free waren toegiften.